# Master Sword
La Master Sword (マスターソード, Masutā Sōdo, «Espasa Mestra») és introduïda en la franquícia The Legend of Zelda de Nintendo com l'espasa amb la capacitat de repel·lir i destruir el mal del pacífic Regne d'Hyrule: Ganon, el Rei del Mal, que ànsia conquerir Hyrule, mitjançant la recerca de l'anomenada poderosa Relíquia Daurada, la Força Veritable, la llegendària Triforce, creada per les Deesses, Din, Nayru i Farore. Primer, fou introduïda en la franquícia en 1992 en el videojoc de The Legend of Zelda: A Link to the Past com l'única arma capaç de derrotar el malvat mag Agahnim. L'espasa normalment se sou trobar en el videojocs en el Temple del Temps i els Boscos Perduts. Se la coneix com la Làmina de la perdició del Mal. Això es deu al fet que cap ésser malvat pot ni tan sols tocar l'espasa, segons els videojocs. En els videojocs, té una tendència d'augmentar de poder, tal com succeeix en The Legend of Zelda: Twilight Princess i The Legend of Zelda: A Link to the Past. O simplement recuperar el seu poder d'antany, com The Legend of Zelda: The Wind Waker, i la sèrie Oracle.
El gran poder que resideix en aquesta llegendària arma és degut a les pregàries que els venerables Savis Hylian feren a les Deesses creadores del món en diferents temples sagrats d'Hyrule. La Master Sword és, a més, la clau necessària per a poder accedir al Regne Sagrat on reposa la Relíquia Daurada, la sagrada Triforça. La llegenda d'aquesta espasa explica que només una persona del Regne d'Hyrule pot sostenir-la, només aquell destinat a ser un vertader Heroi capaç de vèncer al malvat Ganon.

## Aparicions

### A Link to the Past
L'Espasa que varen utilitzar els Savis de l'antiguitat per derrotar Ganon i tancar-lo al Dark World, es trobava segellada en els Boscos Perduts. Ara en els temps que el malvat fetiller Aghanim controlava Hyrule, i intentava trencar el setge de Ganon, la Master Sword era l'única arma capaç de derrotar-lo i de repel·lir la seva poderosa màgia. Quan Link va reunir els Collars del Valor, la Saviesa, i del Poder, varà poder sostenir l'Espasa Mestra, i utilitzar-la per derrotar les forces del Mal de Ganon. Quan la salut d'en Link estava al complet, aquest podia utilitzar l'espasa, llançant rafegues d'energia màgica contra els seus enemics. L'espasa a més, podia ser millorada en el joc en dos ocasions. Concretament en la ferreteria de Dwarven, convertint-la en l’Espasa Temperada, i aquesta a la mateixa hora podia ser transformada en l’Espasa d'Or, gràcies a la Gran Fada. Després de derrotar Ganon, Link tornà l'espasa en el seu pedestal en els Lost Woods.

### Ocarina of Time
Les Pedres Espirituals: la Maragda Kokiri (Kokiri’s Esmerald), el Robí Goron (Goron’s Ruby), el Safir Zora (Zora’s Sapphire), més l’Ocarina dels Temps (Ocarina of Time) i la Canço del Temps (Song of Time), varen permetre en Link accedir a la cambra del Temple of Time de la Master Sword. Aquesta és la clau per accedir al Sacred Realm, i permetia al protagonista viatjar al passat i al futur, com un regulador del temps. També servia per segellar Ganon al Evil Realm. Com A Link to the Past, l'Espasa Mestra tenia la capacitat de desviar pernes màgics (concretament la de Ganondorf, i Ganon Fantasma), però no posseïa la capacitat d'invocar rafegues màgiques com A Link to the Past. L'espasa se superada per la Biggoron’s Sword, que és més poderosa, però no s'ha de sostenir amb dos mans, i no es podia usar l'escut per defensar-se. Cal destacar que aquesta espasa no podia matar Ganon en el combat final; només la Master Sword podia fer-ho.

### The Wind Waker

Link derrotant Ganondorf amb la Master Sword.

Després de superar les proves de les Deesses, Link varà poder viatjar a Hyrule, situada al fons del mar. En el Castell del país submergit, Link varà poder cercar la Master Sword, ocultada en un pedestal en un passadís secret. L'espasa, això no obstant, no té el poder suficient per derrotar i vèncer Ganondorf (és més, quan Link la treia l'espasa del seu pedestal, alliberà l'exèrcit del malvat de què estaven atrapats en el temps, en el castell). Això es deu al fet que en el passat Ganon matà als savis que plegaren a l'Espasa i al seu portador. Així Link, per poder retornar-hi el poder a l'espasa va haver de buscar els descendents dels savis assassinats pel malvat. Quan troba els descendents, i aquests tornaren als seus temples respectius, la Master Sword recuperà el seu poder, i permeté a l'Heroi dels Vents trencar la barrera que separava el Castell d'Hyrule amb la Torre de Ganon. Una vegada en aquesta, Link combatí a Ganondorf, i el derrotà, clavant-li l'espasa en el front per convertir-lo en pedra i sallar-lo. Així l'espasa es vara perdre amb aquest.

### Twilight Princess
En Twilight Princess, l'espasa es troba en l’Arbocera Sagrada, en les ruïnes del Temple del Temps. L'espasa s'utilitzà per trencar el malefici que Zant havia embruixat sobre en Link, mantenint-lo en la seva forma de llop. Després de trencar la maledicció, Link pot canviar de forma humana a llobina a voluntat, gràcies al Cristall d'Ombra. La funció de la Master Sword és l'habitual, repel·lir el mal. Cap ésser malvat pot tocar la fulla de l'espasa. El seu poder s'incrementa en el Twilight Realm, en el Palau del Crepuscle. La fulla de l'espasa es fusionà amb la llum de Taiyo, el sol equivalent al Crepuscle. Així Link podia dissipar i destruir les acumulacions de Cristalls d'Ombra creada per Zant; que en el principi del joc, transformava al protagonista en llop. L'espasa també sembla immund al desgast del temps, ja que aquesta es trobava al voltant d'unes ruïnes i el metall amb els anys se sol rovellar. Sembla ser la Master Sword més llarga de la saga.